# Tol Erèssëa
Tol Erèssëa, també anomenada Illa Solitària o simplement Erèssëa, és un lloc fictici del legendarium de l'escriptor britànic J. R. R. Tolkien que apareix a la seva novel·la El Silmaríl·lion. Es troba a les aigües de la badia d'Eldamar, davant de Calacirya.

## Història
Després del cataclisme provocat per la destrucció d'Almaren, Tol Erèssëa era una gran illa al bell mig de Belegaer. Quan els elfs despertaren a Cuiviénen durant els dies de les llànties, i conduïts pels seus líders (Ingwë, Finwë i Elwë), arribaren a les costes de la Terra Mitjana, després de la Gran Marxa; es trobaren amb la dificultat de creuar el Gran Mar. Ulmo el vala, Senyor dels Oceans, arrencà l'illa i la utilitzà com gran navili per transportar-hi els elfs.
Fou així que els Nóldor i els Vànyar foren "embarcats" a l'illa, però una part es quedà encallada davant les costes de Beleríand sud, a prop de la desembocadura del riu Sírion; formant l'Illa de Bàlar. Malgrat això, aquestes races Èldar arribaren sense contratemps a Aman. Anys després, quan foren a buscar els Teleri, aquests s'havien aficionat tant al mar que Ossë, el maia, Senyor de les Onades, convencé Ulmo que no completés la travessia, sinó que ancorés l'illa a la badia d'Eldamar.
Encara que es trobaven a la vista d'Aman i rebien la llum dels Dos Arbres de Vàlinor, els Teleri romangueren separats dels seus germans durant molts segles fins que l'illa rebé el seu nom de Tol Erèssëa, l'«Illa Solitària». El seu aïllament no acabà fins que aprengueren a construir embarcacions. A partir d'aleshores, foren amos dels mars i viatjaren on volgueren. Els elfs que es quedaren a l'illa (d'altres se n'anaren i fundaren Alqualondë) construïren la imponent ciutat portuària d'Avallónë, amb la seva Torre Blanca que es veia des de Númenor.
Després de l'enfonsament de Beleríand, els Nóldor, a qui s'havia permès tornar a Aman, i els Síndar, que volgueren anar-se'n a viure amb els seus parents els Teleri, marxaren des de les Rades Grises i s'instal·laren a l'illa. Durant la Segona Edat els elfs de Tol Erèssëa comerciaren i portaren regals dels Vàlar a l'Illa de Númenor. Això succeí fins que els habitants de Númenor es dividiren entre fidels i homes del rei i aquests últims governaren. En aquella època, 2250 S.E., els habitants de Númenor es rebel·laren contra els Vàlar perquè volien tenir la immortalitat dels elfs i, per tant, es tallaren totes les relacions. Fou durant el Regnat d'Ar-Pharazôn que Sàuron convencé els Dúnedain que havien d'atacar Vàlinor per aconseguir derrocar els Vàlar. El rei comandà una gran flota, que arribà a l'illa, però no pogué aconseguir la seva comesa perquè Il·lúvatar, l'any 3310 S.E. aixecà una gran onada que destruí la flota i sepultà l'illa de Númenor. A partir d'aquell moment tot el continent d'Aman, inclosa l'illa de Tol Erèssëa, se separà de l'esfera del món i només s'hi podia arribar a través del Camí Recte.